# Kanton Chambéry-Nord
Der Kanton Chambéry-Nord war von 1860 bis 2015 ein französischer Wahlkreis im Département Savoie. Sein Hauptort war Chambéry. Die landesweiten Änderungen in der Zusammensetzung der Kantone brachten zum März 2015 seine Auflösung.

## Gemeinden
Der Kanton umfasste neben einem Teil der Stadt Chambéry (angegeben ist hier die Gesamteinwohnerzahl der Stadt, im Kanton lebten etwa 13.900 Einwohner) und eine weitere Gemeinde:
| Gemeinde | Einwohner Jahr | Fläche km² | Bevölkerungsdichte | Code INSEE | Postleitzahl |
| -------- | -------------- | ---------- | ------------------ | ---------- | ------------ |
| Chambéry | 58.653 (2013)  | –          | – Einw./km²        | 73065      | 73000        |
| Sonnaz   | 1.717 (2013)   | 6,79       | 253 Einw./km²      | 73288      | 73000        |